# Véronic DiCaire
Véronic DiCaire (Embrun, 18 dicembre 1976) è una cantante e imitatrice canadese.
Inizia la carriera artistica nel gruppo Sens Unique, in seguito intraprende la carriera solista e pubblica due album per la Warner Atlantic Elektra. Negli anni successivi apre i concerti di Céline Dion prima in Canada (2008), poi anche nei tour in Europa (2017) e Asia (2018).

## Discografia

### Album in studio
- 2002 – Véronic DiCaire
- 2005 – Sans détour